# Control Denied
Control Denied var ett amerikanskt progressiv power metal-band, bildat 1995 av Chuck Schuldiner. Efter sitt första album började de spela in When Man and Machine Collide. Men efter Schuldiners död 2001, då de hade en del material inspelat, sköts inspelningarna upp. De resterande medlemmarna hade som önskemål att ändå göra klart albumet. Dock blev det rättslig tvist om rättigheterna med skivbolaget Karmageddon Media, då ofärdigt inspelat material användes utan tillstånd till en bootleg, vilket fördröjde slutförandet av albumet. Schuldiners advokat lyckades dock till slut att lösa tvisten med bolaget i december 2009, vilket gjorde att bandet kunde färdigställa albumet. Ett andra album kommer enligt källor från Death inte att göras.

## Medlemmar
Senaste medlemmar
- Chuck Schuldiner – sång, gitarr (1995–2001) (död 2001)
- Richard Christy – trummor (1997–2001)
- Shannon Hamm – gitarr (1997–2001)
- Tim Aymar – sång (1997–2001)
- Steve DiGiorgio - basgitarr (1999–2001)

Tidigare medlemmar
- B.C. Richards – sång (1995)
- Brian Benson – basgitarr (1996–1997)
- Chris Williams – trummor (1996–1997) (död 2000)
- Scott Clendenin – basgitarr (1996–1999) (död 2015)

## Diskografi
Demo
- 1996 demo (1996)
- 1996 demo (1997)
- 1999 demo (1999)

Studioalbum
- The Fragile Art of Existence (1999)

Annat
- When Man and Machine Collide (outgivet)[1]